# Michail Warfolomejewitsch Makarow
Michail Warfolomejewitsch Makarow, alias Carlos Alamo, Deckname: Charles (russisch Михаил Варфоломеевич Макаров, * 2. Januar 1915 in Tetjuschi, Tatarstan oder 20. September 1915 in Kasan, Russisches Kaiserreich; † um 1942 im Strafgefängnis Plötzensee) war ein sowjetischer Romanist und als GRU-Kundschafter einer der Organisatoren der Roten Kapelle in Belgien und den Niederlanden.

## Biografie
Makarow wurde in einer armen Familie geboren und verlor früh seinen Vater. Er ging in seiner Heimatstadt sieben Jahre zur Schule und besuchte anschließend das Institut für Fremdsprachen in Moskau. Danach arbeitete er als Übersetzer.
Nach der ersten Lieferung der Mosca-Jagdflugzeuge an die Spanische Republik am 31. Oktober 1936 wurde er als Luftwaffenoffizier nach Spanien geschickt, um dort für die Luftstreitkräfte der republikanischen Armee zu übersetzen. Dort wurde er auch als Bordschütze ausgebildet und nahm am Spanischen Bürgerkrieg teil.
Danach besuchte er eine Aufklärerschule der GRU und erhielt in New York einen uruguayischen Pass auf den Namen Carlos Alamo, geboren am 12. April 1913 in Montevideo.
Im März 1939 wurde Makarow nach Belgien zu Leopold Trepper geschickt. Von der UdSSR aus fuhr er nach Stockholm, von dort über Kopenhagen und Paris. In Brüssel heiratete er Alexandra Petrowa, geborene Schmidt oder Schmitz. Makarow war Leutnant der Roten Armee und hatte sich auf die Anfertigung gefälschter Papiere und den Einsatz unsichtbarer Tinte spezialisiert.
Nach der Anwerbung Abraham Raichmans musste Makarow keine gefälschten Dokumente mehr herstellen, und er beschäftigte sich mit dem Funkverkehr. Dafür erhielt er Unterweisungen von Johann Wenzel. Um die Tarnung kümmerte sich Trepper als Inhaber einer Filiale der Firma „Foreign Excellent Trench-Coat Company“ in Ostende, deren Geschäftsführer Makarow war. In Ostende wohnte Makarow zusammen mit Caroline Hoorickx, der geschiedenen Ehefrau von Guillaume Hoorickx. Im Mai 1940, nach der Bombardierung von Ostende, bei der das Gebäude der Firma beschädigt wurde, kehrte Makarow nach Brüssel zurück. Makarow gelang es, die Verbindung zur GRU-Zentrale wiederherzustellen.
Im Sommer 1941 wurde Anton Danilow Funker-Assistent bei Makarow in Brüssel. Sein Funkgerät befand sich in der Rue des Atrebates 101, wo Rita Arnould und Sophia Poznanska wohnten. Die Deutschen verhafteten Danilow während einer Funkverbindung in der Nacht vom 12. zum 13. Dezember 1941 und am nächsten Morgen wurde auch Makarow verhaftet.
Ab Frühsommer 1942 war er zusammen mit David Kamy in Breendonk inhaftiert – zuvor gab es zwei Wochen lang Sondervernehmungen in Berlin durch den Leiter des Gestapo-eigenen Sonderkommandos Rote Kapelle Karl Giering, der ihn mit seinem Realnamen identifizierte; im März 1943 wurde Makarow von einem Sonderkommando des Reichskriegsgerichts zum Tode verurteilt, das Urteil wurde nicht vollstreckt.
Nach den Protokollen der belgischen Polizei wurde er im Gefängnis von Saint-Gilles untergebracht, zum Tode verurteilt und im Berliner Strafgefängnis Plötzensee hingerichtet.

## Auszeichnungen
- Rotbannerorden
- Orden des Roten Sterns

## Ehrungen
Am 13. Dezember 2006 gab es in der Gedenkstätte Fort Breendonk eine Ehrung der dort inhaftierten Mitglieder der Roten Kapelle durch den russischen Botschafter Wadim B. Lukow, bei der auch Mikhail Makarov genannt wurde.

## Filme
- russische Fernsehserie Krasnaja kapella (Die Rote Kapelle bei IMDb)
- deutsche Fernsehserie Die rote Kapelle